# Coelosphaeridae
Coelosphaeridae is een familie van sponsdieren uit de klasse van de Demospongiae (gewone sponzen).

## Geslachten
- Celtodoryx Perez, Perrin, Carteron, Vacelet & Boury-Esnault, 2006
- Chaetodoryx Topsent, 1927
- Coelosphaera Thomson, 1873
- Forcepia Carter, 1874
- Histodermella Lundbeck, 1910
- Inflatella Schmidt, 1875
- Lepidosphaera Lévi & Lévi, 1979
- Lissodendoryx Topsent, 1892
- Myxillodoryx Aguilar-Camacho & Carballo, 2012